# 茜澤茜
茜澤 茜（あかねざわ あかね、1980年1月16日 - ）は、秋田県出身のグラビアアイドル、日本舞踊家、振付師。舞踊家「茜澤茜」の名付け親は、クリエイティブディレクターの秋山道男。

## 人物
秋田県出身の舞踊家・振付師・ショープロデューサー。グラビアアイドルだったことがある。秋田県仙北市に拠点を置く劇団、わらび座団員の家に生まれ、幼い頃より日本舞踊や民舞、和楽器にふれて育つ。「ポージングの達人」といわれた。
現在は日本舞踊の指導、振付や時代劇の所作指導から、クラブでのショープロデュースまで幅広く活動している。最近はグラビアや日本舞踊の所作を生かしたポージング指導等も行っている。

## 出演

### 舞台
- 2005年
  - 青年劇場 「17才のオルゴール」 ※東京優秀児童演劇選定優秀賞
  - 滝之介事務所 「振り子」
  - SOUKI パントマイム 「銀河鉄道の夜」
- 2006年
  - WAKI組 「石川五右衛門」「丹下左膳」
  - プレミアミリオンカラット「あの頃君は若かった」「さらば愛しのプレミアホテル」 ※アップフロントワークスよりDVD化
- 2008年
  - 吉祥寺シアター（6/18～6/22） THEちょんまげ軍団super「柳生十兵衛」
  - 地方ツアー・グローブ座（8月～10月） ミュージカル「アプローズ ～映画「イヴの総て」より～」
- 2009年
  - 博品館劇場（1/27～2/1） 「名探偵ポアロ ブラックコーヒー」
  - 笹塚ファクトリー （12/1～12/6） GENKI PRODUCE「トナカイブルース」※メディアスタジオよりDVD化
- 2010−2011
  - ティアラこうとう大ホール・地方ツアー ミュージカル「アプローズ ～映画「イヴの総て」より～」
  - 劇団モンファミーユ（高齢者施設への訪問演劇を目的とした移動劇団） （9月）
  - 7月　EXTENSIONⅡ　渋谷区文化総合センター大和田　さくらホール

2013〜2014年　THE FACTORY EBISU(11~1) 日本式サーカスシアター「源氏~The other side of the story~」にて主演 http://genji-circus.com/
2014年　11月　日韓青年交流公演に花柳亜寿奈らと参加
2016年　10月　シンガポール公演　日本舞踊
2018年　11月　中国公演　日本舞踊
2018年　11月　冨士山アネット　Attack On Dance　

### 映画
- 2007年
  - 「クワイエットルームにようこそ」 松尾スズキ監督
- 2008年
  - 「東京残酷警察」 西村喜廣監督

### 舞踊振り付け／ジャグリング/ポージング／所作指導
- 2006年
  - 7月 福岡無限塾 「石川五右衛門」
- 2008年
  - 2月 舞台版 「風魔の小次郎」
  - 3月 三田村邦彦主演 「幕末義侠伝」3月　WAKI組 公演　「石川五右衛門」東京グローブ座
  - 7月　EXTENSIONⅡ　渋谷区文化総合センター大和田　さくらホール
- 2013年
  - 3月　WARRIOR SPORTS JAPAN の記者会見アテンド・パフォーマンスステージング
- 2014年　7月 HIROZ
- 2014年　８月　WAKI組 公演　忠臣蔵〜元禄仇討裏事情〜　振り付け
- 2014年　９月　モンファミーユ公演フライヤー　ポージング指導
- 2014年　11月　紫陽花河原恋顛末　所作指導
- 2016年　６月　THE⭐︎JACABAL's 国定忠治 ~SHOW MUST GO ON~　振り付け
- 2017年　４月　コマエンジェル　幾星霜　ジャグリング指導

### モデル
写真集・DVD ヤングマガジン・FLASH・FRIDAY 他
石岡すみれ１st着物写真集モデル（ツイードキモノアートブック）
FORME JAPONAISE 日本の形　幽玄~YUGEN~インスタレーションモデル
かんざし屋富美子コラボ撮影モデル

### プロデュースイベント
- 平成ロマン～着物とCLUB MUSICが好きなひとのためのクラブイベント〜＠axxcis 渋谷

warehouse702　New Lex Tokyo 他